# Manuel R. Bobadilla
Manuel R. Bobadilla Romero (Bacubirito, Sinaloa, 23 de septiembre de 1909-Houston, Texas, 16 de julio de 1978) fue un sindicalista y político mexicano, miembro del Partido Revolucionario Institucional (PRI). Fue líder de Confederación de Trabajadores de México (CTM) en Sonora de 1937 a 1978 y diputado federal en dos ocasiones.

## Biografía
Realizó sus estudios básicos en Los Mochis, Sinaloa, no realizó estudios superiores; en Los Mochis laboró en el ingenio El Águila. Se trasladó a trabajar en Ciudad Obregón, Sonora y fue aquí donde se inició como líder sindical, actividad que lo llevaría ser encarcelado y por se convertiría en uno de los fundadores, junto a Jacinto López Moreno, de la Federación de Trabajadores del Estado de Sonora, sección de la CTM en el estado. Se convertiría en su secretario general desde 1937 hasta su muerte en 1978.
De 1958 a 1961 fue diputado por el Distrito 4 local a la XLII Legislatura del Congreso del Estado de Sonora. En 1964, como candidato del PRI, es elegido por primera ocasión diputado federal por el Distrito 3 de Sonora, habiendo recibido un total de 13 473 votos, frente a 6 613 de Jacinto López Moreno, candidato del Partido Popular Socialista (PPS). Ejerció en la XLVI Legislatura de dicho año al de 1967; en la que fue integrante de las comisiones de Zonas Áridas; y, de Justicia Militar.
En 1976 fue elegido por segunda ocasión diputado local, en esta ocasión a la XLVIII Legislatura del Congreso del Estado, en 1978 fue nombrado secretario de Agricultura del comité nacional de la CTM. Falleció en el ejercicio de ambos cargos en 1978 en la ciudad de Houston, Texas.